# Tōkyō Jidōsha Seisakusho
K.K. Tōkyō Jidōsha Seisakusho (jap. 株式会社東京自動車製作所, engl. Tokyo Motor Vehicle Works) war ein Hersteller von Kraftfahrzeugen aus Japan.

## Unternehmensgeschichte
Shintarō Yoshida (吉田 信太郎) hatte in den USA Erfahrungen im Automobilbau gemacht. 1902 gründete er zusammen mit Komanosuke Uchiyama (内山 駒之助) das Unternehmen in Tokio. Im gleichen Jahr wurde der erste Pkw gefertigt, der ein Prototyp blieb.
1905 entstanden Omnibusse. Markenname für beide Modelle war Yoshida.
1907 begann die Serienproduktion. Der Markenname lautete nun Takuri (タクリ).
1909 oder 1910 endete die Produktion. Insgesamt entstanden 17 Pkw.
1911 kam es zur Zusammenarbeit mit Kunisue Jidōsha Seisakusho unter dem Markennamen Tokyo.
Laut einer Quelle war das Unternehmen das erste aus Japan, das benzinbetriebene Automobile mit Verkaufsabsicht herstellte.

## Fahrzeuge
Type 1 von 1902 hatte einen Motor mit 12 PS Leistung.
Darauf folgte Typ 2 als Omnibus. Er hatte zwölf Sitze und wurde an ein Taxiunternehmen in Hiroshima verkauft. Sein Motor leistete 18 PS.
Die folgenden Modelle hatte je nach Quelle einen Vierzylindermotor oder einen Zweizylindermotor, jeweils mit 12 PS Leistung. Eine andere Quelle nennt 1837 cm³ Hubraum und 8 bis 12 PS Leistung. Sie hatten Frontmotor und Hinterradantrieb. Type 3 war als Landaulet und Phaeton karosseriert und 340 cm lang. Die Karosserie bot Platz für vier Personen. An der Fahrzeugfront befand sich ein einzelner Scheinwerfer. Type 4 war dagegen als Lastkraftwagen und Kastenwagen erhältlich.